# Mjao
Mjao (Miao, Hmong), Zbirni naziv za veliku skupinu naroda porodice Mjao-Jao nastanjenih u Kini i Vijetnamu, preko 11.000.000 ljudi i oko 50 naroda. Jezično su Mjao najsrodniji narodima Jao s kojima, ukljućijući i She (podskupina Ho Nte) čine porodicu Mjao-Jao. Mjao narodi se po jeziku dijele na skupine Chuanqiandian, Qiandong i Xiangxi. u Hmongske jezike nekad pripisuju i narode Baheng koji govore pa-hng i Bunu, a pripadaju u Jao. Predstavnici su im:
- A-Hmao	418,000
- Aoka	303,000
- Beidongnuo	400
- Ga Mong	66,000
- Ge	126,000
- Gelao	689,000
- Gha-Mu	132,000
- Ghao-Xong, istočni	126,000
- Ghao-Xong, zapadni	1,289,000
- Hmong Be	1,300
- Hmong Bua	63,000
- Hmong Daw, Bijeli Hmong	1,366,000
- Hmong Dlex Nchab	20,000
- Hmong Do	nepoznat broj
- Hmong Don	nepoznat broj
- Hmong Dou	3,900
- Hmong Leng	301,000
- Hmong Njua	510,000
- Hmong Shua	329,000
- Hmong Vron	5,400
- Hmong, Crveni	230,000
- Hmu, istočni	549,000
- Hmu, sjeverni	1,935,000
- Man	4,900
- Miao, Baishi	16,000
- Miao, Changshu	19,000
- Miao, Chuan	185,000
- Miao, Enshi	629,000
- Miao, Guiyang sjeverni	133,000
- Miao, Guiyang sjeverozapadni	9,400
- Miao, Guiyang središnjeg juga	5,500
- Miao, Guiyang južni	44,000
- Miao, Guiyang jugozapadni	111,000
- Miao, Horned	77,000
- Miao, Hua	727,000
- Miao, Huishui Centralni	63,000
- Miao, Huishui istočni	22,000
- Miao, Huishui sjeverni	111,000
- Miao, Huishui jugozapadni	89,000
- Miao, Luobohe	95,000
- Miao, Lupanshui	63,000
- Miao, Mashan Centralni	112,000
- Miao, Mashan sjeverni	55,000
- Miao, Mashan južni	16,000
- Miao, Mashan zapadni	22,000
- Mjuniang	94,000
- Phula, Phukha	10,000
- Qanu	14,000
- Sanqiao	6,400
- Striped Meo, Lao-Soung	13,000
- Xi	1,600